# 山中湖村
山中湖村（日语：／ Yamanakako mura */?）是位於日本山梨縣東南部的村，隸屬於南都留郡。當地人口主要集中在西部的山中地區。山中湖村自大正時代便開始興建度假別墅，並發展成山梨縣內的觀光地之一。村內坐落著富士五湖中面積最大且湖面標高最高的山中湖。而當地在向外通勤與就學上較依賴西邊的富士吉田市。

## 地理

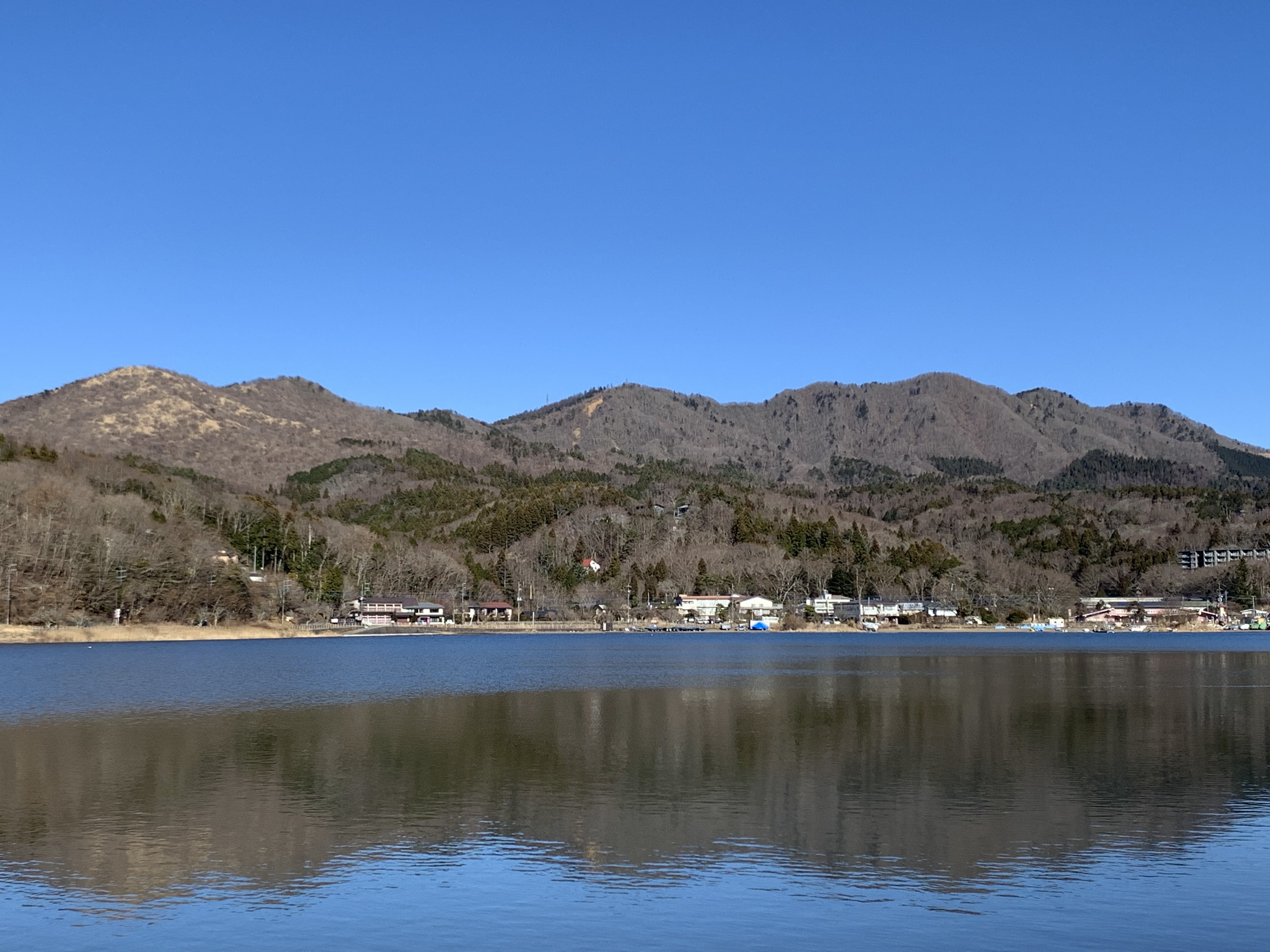
石割山

山中湖村內約58.9%的面積被森林覆蓋，僅0.11%的面積為農業用地。轄區地處富士山北邊山麓的東部，並被石割山與大平山等地勢較平緩的山岳圍繞著。東部坐落著明神山，並隔著山伏峠與道志村相連；南部隔著三國山和籠坂峠與靜岡縣小山町接壤，中央地帶則坐落著富士五湖之一的山中湖。該湖為富士五湖中面積最大且湖面標高最高的湖泊，同時也是水深最淺的湖泊。村內約95%的面積位於富士箱根伊豆國立公園的範圍內。而山中湖村與富士吉田市的邊界地帶則坐落著日本陸上自衛隊的北富士演習場。發源自山中湖的桂川（相模川）流經村內並往北流。

### 氣候
由於山中湖村的所在地海拔較高，因此夏季和冬季的溫差較大。當地的年均溫約為9℃，年均降雨量則約2275毫米。

## 歷史
山中湖村原名為中野村。當地於大正14年（1925年）在山中湖東南岸的旭日丘地區興建度假別墅，並開始作為觀光地而發展，至日本戰後經濟奇蹟時期則在村內大量興建度假別墅。昭和40年（1965年），當地改名為山中湖村。
1923年9月1日的關東大地震在山中湖村造成3人死亡、191棟住宅全毀和141棟住宅半毀。而同月14號與15號的大雨也造成村內的山林發生山崩，並掩埋當地的耕地和民宅。2011年3月11日的日本東北地方太平洋近海地震則在當地引發震度5弱的地震。

## 行政
現任村長高村正一郎於2024年11月以自動當選的方式在選舉中成功連任，其任期將持續至2028年12月。此次選舉也是山中湖村28年來首度以自動當選的方式選出村長。

## 人口
山中湖村的總人口數在2005年前仍呈現增長的趨勢，但2010年後便開始下滑，至2020年的日本國勢調查時為5179人。而根據2020年的統計，當地的高齡人口占比為33.6%，遠高於山梨縣和日本全國的平均值。而山中湖村的幼年人口占比也低於該縣和日本全國的平均值。
| 山中湖村人口分布圖 |                                                 |  |
| 山中湖村與日本全國年齡別人口分布比較圖 （2005年資料） | 山中湖村的年齡、男女別人口分布圖 （2005年資料） |  |
| ■紫色是山中湖村 ■綠色是全国 | ■藍色是男性 ■紅色是女性                         |  |
| 山中湖村人口變化 \| 1970年 \| 4,079人 \| \| \| 1975年 \| 4,607人 \| \| \| 1980年 \| 4,637人 \| \| \| 1985年 \| 4,904人 \| \| \| 1990年 \| 5,040人 \| \| \| 1995年 \| 5,296人 \| \| \| 2000年 \| 5,274人 \| \| \| 2005年 \| 5,440人 \| \| \| 2010年 \| 5,324人 \| \| \| 2015年 \| 5,208人 \| \| \| 2020年 \| 5,179人 \| \| |                                                 |  |
| 資料來源：日本總務省統計中心提供之人口普查數據 |                                                 |  |
| 1970年 | 4,079人                                         |  |
| 1975年 | 4,607人                                         |  |
| 1980年 | 4,637人                                         |  |
| 1985年 | 4,904人                                         |  |
| 1990年 | 5,040人                                         |  |
| 1995年 | 5,296人                                         |  |
| 2000年 | 5,274人                                         |  |
| 2005年 | 5,440人                                         |  |
| 2010年 | 5,324人                                         |  |
| 2015年 | 5,208人                                         |  |
| 2020年 | 5,179人                                         |  |

## 經濟

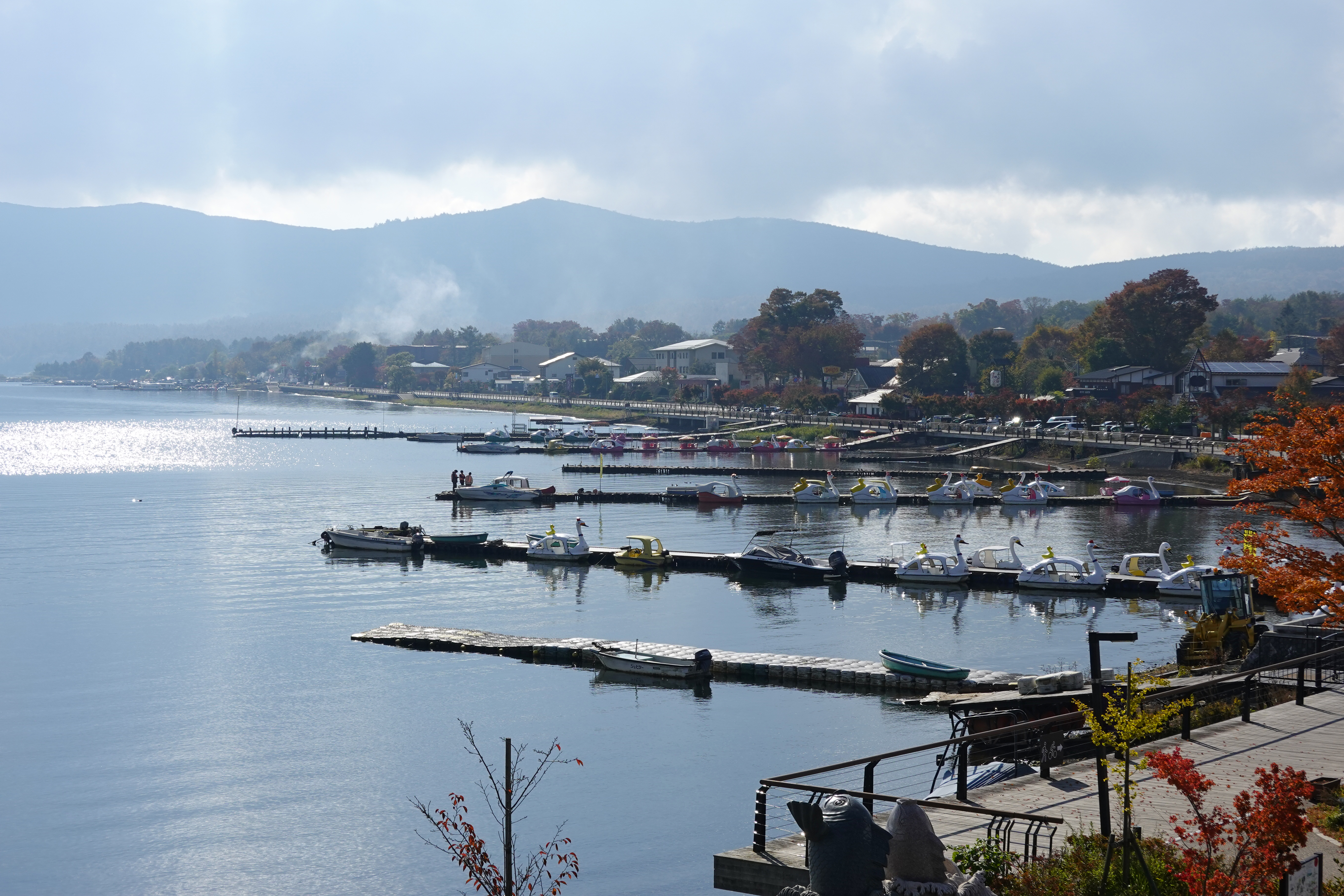
山中湖上的碼頭

根據日本2020年的國勢調查統計，山中湖村的就業人口中約1.3%從事第一級產業，21.6%的就業人口從事第二級產業，77%則從事第三級產業。當地的就業人口多從事住宿業和餐飲服務業。由於山中湖村擁有山中湖等自然景點，因此吸引許多遊客前來。根據統計，2010年至2019年，當地每年約有71萬至113.4萬名遊客到訪。2020年和2021年則受到嚴重特殊傳染性肺炎疫情的影響分別驟降至約39.7萬和38.5萬名。而在當地住宿的觀光客多為來自關東地方的東京都與神奈川縣等地的遊客。

## 教育
山中湖村內共有2所小學校與1所中學校。根據2024年5月的統計，村內共有94名中學生。

## 交通

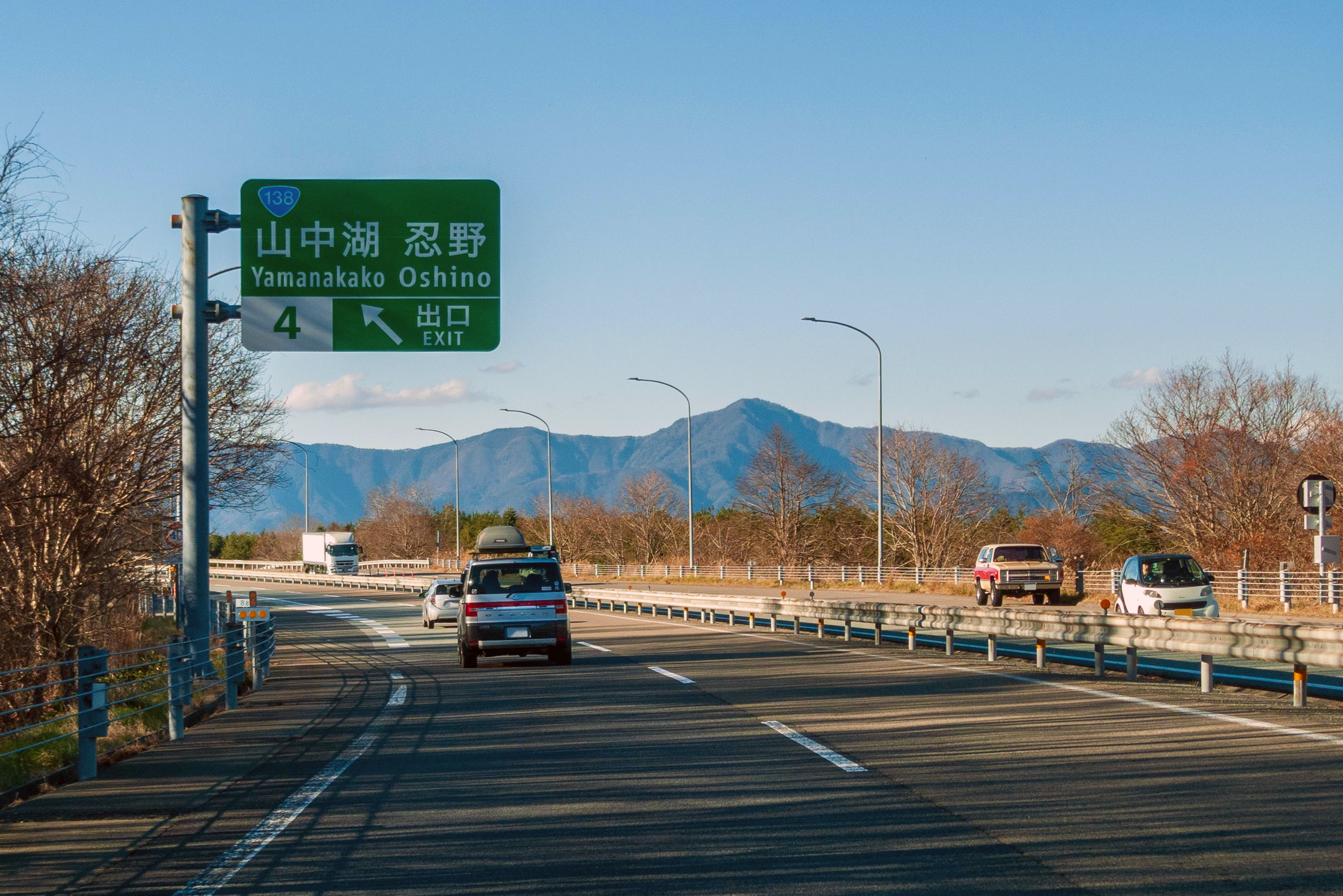
山中湖交流道的出口

東富士五湖道路與國道138號穿越山中湖村的西部地區，國道413號則由東北往西南通過村內，並在山中湖南岸與國道138號交會。而東富士五湖道路在村內設置山中湖交流道。鐵路方面，村內沒有任何鐵路通過。距離山中湖村最近的鐵路車站是位於富士吉田市，屬於富士急行的富士山站。

## 外部連結
- OpenStreetMap上有關山中湖村的地理